# Udagawa Yōan
Udagawa Yōan  (宇田川 榕菴?   9 de marzo de 1798 – 22 de junio de 1846) era un erudito japonés del siglo XIX y pionero en estudios occidentales, o "Rangaku". En 1840, publicó su Introducción a la química   (舎密開宗 Seimi Kaisō?), una compilación de libros científicos en holandés, que describe una amplia gama de conocimientos científicos de Occidente. La mayor parte del material original puede ser derivado de William Henry (químico). En particular, el libro contiene una descripción muy detallada de la batería inventado por Volta cuarenta años antes en 1800. 
Ciencia de la química de Udagawa también reporta por primera vez en detalles los hallazgos y teorías de Lavoisier en Japón. Por consiguiente Udagawa narra numerosos experimentos científicos y crea nuevos términos científicos, que están aún en uso actualmente en el japonés científico moderno, por ejemplo:
"oxígeno " (酸素 sanso?), "hidrógeno " (水素 suiso?), "nitrógeno" (窒素 chisso?), "carbono" (炭素 tanso?), "platino" (白金 hakkin?), "oxidación" (酸化 sanka?), "reducción" (還元 kangen?), "saturación (química)" (飽和 hōwa?), "Disolución (química)" (溶解 yōkai?), "análisis químico" (分析 bunseki?), "elemento químico " (元素 genso?), "Célula (biología)" (細胞 saibō?) y "especie" (属 zoku?).